# 烟火制造术

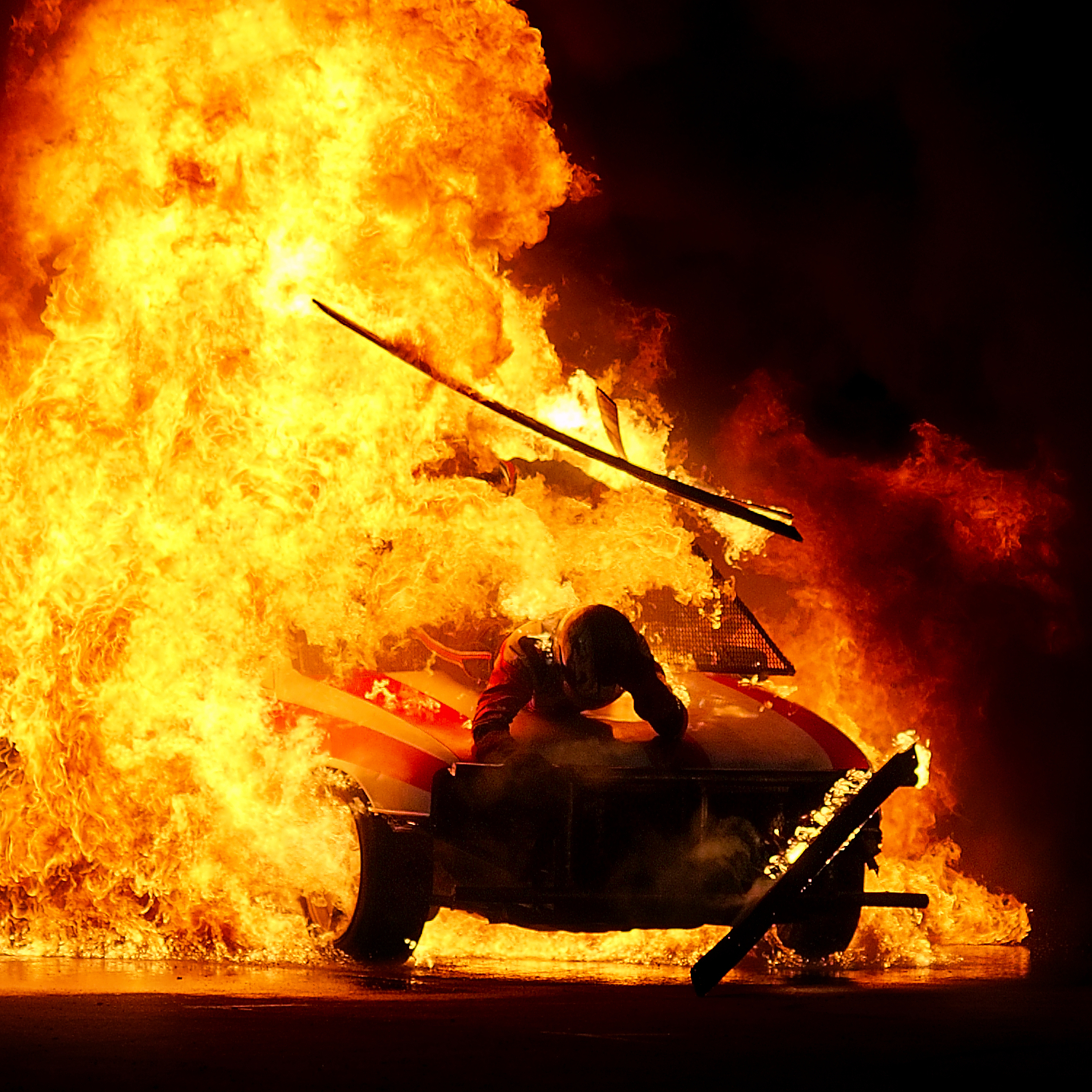
比利时锡内烟火表演

烟火制造术是一门研究能自己发生放热化学反应的物质，从而产生热、光、气、烟以及声音的科学。烟火制造术研究对象不仅仅包括烟花的制作，还包含安全火柴、氧烛、爆炸螺栓以及汽车安全气囊的组件等。
烟火装置要求很高的可靠性，同时能紧密地存储物质，通过燃烧或爆炸将化学能量释放出来。烟火装置的控制系统种类很多，可以为自动或非自动，远程或非远程等。